# Opération al-Shabah
Guerre d'Irak
Guerre civile syrienne
L’opération al-Shabah (signifiant « fantôme » en arabe) est une offensive lancée par les forces de sécurité irakiennes afin de sécuriser les frontières avec la Syrie et la Jordanie des groupes liés à Al-Qaïda en mai 2013 pendant la guerre civile syrienne.

## Déroulement de l'opération
Elle débute le 20 mai 2013, impliquant 8 000 soldats et policiers irakiens. Dès les premières 24 heures de l'opération, 43 terroristes dont 11 membres d'Al Qaïda sont capturés. Des roquettes, des explosifs, des obus de mortiers et du matériel de communication sont retrouvés en leur possession.
Le 24 mai, 32 terroristes sont neutralisés et 51 autres capturés, dont sept femmes. Les troupes frontalières irakiennes viennent par ailleurs sous le feu de tirs de sniper de combattants syriens depuis l'autre côté de la frontière. Selon des sources militaires irakiennes, une grande quantité d'équipement militaire turc a été saisi durant l'opération.
Le 30 mai, les forces irakiennes capturent Adnan Waies dans la province d'Al-Anbar, un des chefs d'Al Qaïda. Dans la même journée, 3 policiers irakiens sont tués dans une attaque par des hommes armés non identifiés près de la frontière syrienne.
Le 2 juin, des hommes armés prennent en embuscade un convoi de trois camions syriens et de quatre camions syriens près de la frontière entre les deux pays.
Le 9 juin, des rebelles syriens ouvrent le feu sur deux postes-frontières irakiens, tuant un officier de police irakien et en blessant plusieurs autres.
Le 21 juin, un groupe de combattants attaque les positions de l'armée irakienne au nord-ouest de Al-Qa'im, tuant trois soldats irakiens et en blessant plusieurs autres. Les autorités irakiennes affirment en revanche avoir détruit plusieurs véhicules et dépôts d'armes insurgés.